# Bowleys Quarters
Bowleys Quarters – jednostka osadnicza w Stanach Zjednoczonych, w stanie Maryland, w hrabstwie Baltimore.